# Каленюк Дар'я Миколаївна
Дар'я Каленюк — українська громадська активістка, журналіст та адвокат. Співзасновниця та виконавчий директор київського Центру протидії корупції. Співзасновниця Міжнародного центру української перемоги (МЦУП) (ICUV).
Під час російського вторгнення в Україну у 2022 році Каленюк стала відомою для міжнародних ЗМІ, коли на пресконференції у Варшаві запитала прем'єр-міністра Великої Британії Бориса Джонсона, чому деякі російські олігархи, які проживають у Лондоні, не потрапили під санкції, та чому він не підтримав створення безпольотної зони над Україною.

## Життєпис
Каленюк народилася в Житомирі, вивчала право в Національному юридичному університеті імені Ярослава Мудрого, здобула ступінь магістра з права фінансових послуг у Чиказько-Кентському коледжі права за підтримки Програми іноземних студентів імені Фулбрайта. Входить до спільноти Young Global Leaders.

### Молодіжний рух
Громадську діяльність Дар'я Каленюк розпочала у студентські роки у Харкові, де приєдналася до місцевого осередку Всеукраїнської молодіжної громадської організації «Фундація Регіональних Ініціатив». Координувала міжнародний молодіжний проєкт «Євроавтобус», який привозив молодих лідерів з ЄС на святкування Днів Європи у малі міста Східної та Південної України.

### Антикорупційна діяльність
Дар'я Каленюк є співзасновницею та виконавчим  директором громадської організації «Центр протидії корупції» (ЦПК). Заснований у 2012 році, ЦПК очолював численні антикорупційні реформи та ініціативи, проводив адвокаційні кампанії та брав участь у розробці та впровадженні необхідного законодавства.
Під час протестів Євромайдану Дар'я Каленюк проводила кампанію, спрямовану на блокування західних активів Віктора Януковича та його спільників. У грудні 2013 року Каленюк та голова правління ЦПК Віталій Шабунін запустили сайт Yanukovych Info з інформацією про закордонні активи тодішнього президента України Віктора Януковича.
Після повалення Януковича в результаті Революції Гідності ЦПК допоміг новообраному парламенту України розробити якісне антикорупційне законодавство, включаючи закони про створення Національного антикорупційного бюро України, Спеціалізованої антикорупційної прокуратури, Національного агентства з питань запобігання корупції, Вищого антикорупційного суду, відкритих реєстрів майна та електронного реєстру декларацій про майно публічних службовців.
Каленюк входила до першої Ради громадського контролю при новоствореному Національному антикорупційному бюро України. У 2015 році була делегована до складу конкурсної комісії, яка приймала на роботу перших детективів НАБУ. Каленюк також була делегована до конкурсної комісії Спеціалізованої антикорупційної прокуратури, де працювала у 2016—2017 роках.
ЦПК відігравав провідну роль в адвокаційній кампанії за прийняття законодавства про повернення активів, публічного реєстру бенефіціарних власників та законів про боротьбу з відмиванням грошей в Україні. В рамках цих зусиль Каленюк заснувала реєстр політично значущих осіб в Україні, який допомагає відстежувати відмивання грошей та корупцію на міжнародному рівні.
У 2015 році Дар'я Каленюк співзаснувала Міждисциплінарний науково-освітній центр протидії корупції при Києво-Могилянській академії, де вона є членом правління.
29 березня 2016 року була визначена ВРУ до складу конкурсної комісії з відбору кандидата на посаду Голови Національного агентства України з питань виявлення, розшуку та управління активами, одержаними від корупційних та інших злочинів.
Напередодні повномасштабного вторгнення Росії в Україну, у лютому 2022 року, Каленюк очолила кампанію ЦПК «Блокуй гаманці Путіна», яка закликала західні країни заарештувати активи російських олігархів.

### Міжнародний центр української перемоги
Після 24 лютого 2022 року, коли Росія розпочала повномасштабне вторгнення в Україну, Каленюк зосередила свою діяльність на адвокації міжнародної підтримки України. Разом з Ганною Гопко, Оленою Галушкою та Ольгою Айвазовською вона заснувала Міжнародний центр української перемоги (МЦУП) у співпраці з варшавським Фондом Казимира Пуласького.
МЦУП відстоює українські інтереси на міжнародному рівні. Діяльність МЦУП включає адвокаційні кампанії, спрямовані на розширення безпекової допомоги Україні, посилення санкцій проти РФ, конфіскацію російських активів та надання фінансування для відбудови України після війни. Каленюк та її колеги організовували протести та адвокаційні акції у Варшаві, Парижі, Берліні, Брюсселі, Вашингтоні та багатьох інших містах.
Каленюк бере участь в адвокаційних зустрічах з чиновниками та політиками, а також дає інтерв'ю світовим ЗМІ. Вона продовжує керувати київським Центром протидії корупції, зосереджуючись на антикорупційній та судовій реформах. Водночас вона витрачає багато часу на те, щоб впливати на осіб, які приймають рішення на Заході, з метою надання Україні безпекової та економічної допомоги.
З 2022 року Дар'я Каленюк займає посаду Виконавчого директора громадської організації «Центр протидії корупції», член Ради громадського контролю при Національному антикорупційному бюро України.